# Gilbertaster caribaea
Gilbertaster caribaea is een zeester uit de familie Goniasteridae.
De wetenschappelijke naam van de soort werd in 1899 gepubliceerd door Addison Emery Verrill.